# Ligier JS29
Chronologie des modèles (1987)
Ligier JS27 Ligier JS31
La Ligier JS29 est la monoplace de Formule 1 engagée par l'écurie française Ligier dans le cadre du championnat du monde de Formule 1 1987. Elle est pilotée par le Français René Arnoux et l'Italien Piercarlo Ghinzani. 

## Historique
La JS29 est d'abord propulsée par un moteur Alfa Romeo 415T, inédit 4 cylindres en ligne à double turbocompresseur, mais les critiques d'Arnoux lors des essais d'intersaison poussent le constructeur italien à rompre son contrat de trois ans avant même le début du championnat. En réalité, Fiat, qui a racheté Alfa Romeo en 1986, souhaite mettre fin à l'engagement de ce constructeur en Formule 1 pour se concentrer au supertourisme, et rejette donc tout nouveau contrat passé avec Alfa Romeo dans la discipline-reine du sport automobile.
Ligier est contrainte de déclarer forfait pour la manche inaugurale au Brésil. Une version B est adaptée pour accueillir un moteur avec quatre cylindres en ligne turbocompressé Megatron pour le Grand Prix de Saint-Marin, deuxième manche de la saison. Il s'agit en réalité d'anciens blocs BMW, dont l'adaptation rajoute trente kilogrammes à l'arrière de la monoplace. Guy Ligier, le patron de l'écurie, affiche peu d'ambitions pour cette saison : « Je me fous du résultat que feront mes pilotes… Ce qui compte, c'est que nous soyons là, à rouler, avec des autos qui tiennent debout ! »,.
À Saint-Marin, René Arnoux casse un point d'attache d'un triangle de suspension pendant la séance d'échauffement du dimanche. La pièce ne pouvant être changée, il ne prend pas le départ de la course. Piercarlo Ghinzani, qui a subi le même dysfonctionnement pendant les qualifications, reçoit pour consigne d'abandonner à la moindre alerte. Il rentre ainsi au garage au bout de seulement huit tours à la suite de problèmes de tenue de route.
Lors de la manche suivante, en Belgique, Arnoux marque le point de la sixième place, le meilleur résultat de Ligier cette saison. C'est en marge de cette épreuve que Ligier annonce la conception d'une JS29C. Celle-ci fait son apparition lors de la septième épreuve de la saison, en France. La JS29C, allégée de vingt-cinq kilogrammes, bénéficie de radiateurs plus petits, d'une carrosserie plus légère, de pontons raccourcis, d'une prise d'air turbo ouvrant sur le dessus du moteur, un capot-moteur abaissé et un extracteur arrière plus angulé.
Lors du Grand Prix de Grande-Bretagne, disputé sur le circuit de Silverstone, René Arnoux reçoit sa superlicence au dernier moment, faute de documents dûment complétés. L'écurie écope de 4 000 dollars d'amende. Lors des qualifications du vendredi après-midi, Piercarlo Ghinzani arrête sa monoplace, en panne d'essence, au virage de Becketts. Ses mécaniciens le rejoignent pour le dépanner et de lui permettre de regagner les stands, ce qui est une violation du règlement. À la fin de la séance, l'Italien parcourt deux tours après l'abaissement du drapeau à damiers, ce qui lui vaut une amende de 2 000 dollars et une exclusion pour le reste du weekend de course.
Le reste du championnat  est miné par les nombreux problèmes de fiabilité du moteur Megatron, fragiles et très onéreux pour l'écurie française (300 000 francs l'unité), qui doit parfois peu tourner lors des essais pour éviter de les casser, puisque l'écurie en vient à manquer de moteurs en état de marche. C'est ainsi que Ligier décide de ne pas rouler du tout lors de la journée du samedi, au Grand Prix automobile d'Italie.
À l'issue de la saison, Ligier se classe onzième du championnat du monde des pilotes avec un point, marqué par René Arnoux, vingtième du championnat du monde des pilotes.

## Résultats en championnat du monde de Formule 1
| Saison | Écurie      | Moteur             | Pneumatiques | Pilotes            | Courses | Courses | Courses | Courses | Courses | Courses | Courses | Courses | Courses | Courses | Courses | Courses | Courses | Courses | Courses | Courses | Points inscrits | Classement |
| Saison | Écurie      | Moteur             | Pneumatiques | Pilotes            | 1       | 2       | 3       | 4       | 5       | 6       | 7       | 8       | 9       | 10      | 11      | 12      | 13      | 14      | 15      | 16      | Points inscrits | Classement |
| ------ | ----------- | ------------------ | ------------ | ------------------ | ------- | ------- | ------- | ------- | ------- | ------- | ------- | ------- | ------- | ------- | ------- | ------- | ------- | ------- | ------- | ------- | --------------- | ---------- |
| 1987   | Ligier Loto | Megatron M12/13 L4 | Goodyear     |                    | BRÉ     | SMR     | BEL     | MON     | DET     | FRA     | GBR     | ALL     | HON     | AUT     | ITA     | POR     | ESP     | MEX     | JAP     | AUS     | 1               | 11e        |
| 1987   | Ligier Loto | Megatron M12/13 L4 | Goodyear     | René Arnoux        | Forf    | Np.     | 6e      | 11e     | 10e     | Abd.    | Abd.    | Abd.    | Abd.    | 10e     | 10e     | Abd.    | Abd.    | Abd.    | Abd.    | Abd.    | 1               | 11e        |
| 1987   | Ligier Loto | Megatron M12/13 L4 | Goodyear     | Piercarlo Ghinzani |         | Abd.    | 7e      | 12e     | Abd.    | Abd.    | Dsq.    | Abd.    | 12e     | 8e      | 8e      | Abd.    | Abd.    | Abd.    | 13e     | Abd.    | 1               | 11e        |

Légende : ici 